# Edmond Šarani
Edmond Šarani, častnik, obrambni, vojaški, letalski in pomorski ataše, veteran vojne za Slovenijo, * 24. december 1954, Ljubljana.
Polkovnik Šarani je upokojeni pripadnik Slovenske vojske.

## Vojaška kariera
- upokojenec MORS (31.12.2011)
- obrambni svetovalec - predstavništvo RS pri NATO (1. oktober 2008 - december 2011)
- uradni govorec MORS za predsedovanje EU (1.julij 2007 - 2008)
- obrambni ataše za Francijo, Belgijo, Nizozemsko, Luksemburg, Portugalsko (1. julij 2003 - 2007
- vodja Oddelka za načrtovanje in mednarodne integracije, GŠSV (2002)
- vodja Odseka za odnose z javnostmi, GŠSV (2000)
- mednarodni častnik NATO - AFSOUTH (1998 - 2000)
- načelnik odseka za NATO + EU GŠSV (1996 - 1998)
- namestnik poveljnika 5. PŠSV (1993 - 1996)
- poveljnik 1./52 br. Slovenske vojske (1992 - 1993)
- načelnik 57. ObmŠTO (1991 - 1992)
- pomočnik za OU zadeve OŠTO Lj. Vič-Rudnik (1986 - 1991)

## Odlikovanja in priznanja
- spominska medalja ob 30 obletnici samostojne in neodvisne države RS (2021)

- medalja Zmagali v vojni za Slovenijo (julij 2021)
- medalja MORS za zasluge (december 2011)
- red Manevrske strukture narodne zaščite III. stopnje
- častniški red za zasluge Republike Francije (Officier Ordre National du Mérite, julij 2007)
- bronasta medalja generala Maistra (14. maj 2001)
- NATO medalja KFOR (oktober 1999)
- NATO medalja SFOR (januar 1999])
- spominski znak Obranili domovino 1991 (10. november 1997)
- srebrna medalja Slovenske vojske (14. maj 1993)
- Znak MSNZ (17. november 1992)